# Dicranomyia venusta
Dicranomyia venusta là một loài ruồi trong họ Limoniidae. Chúng phân bố ở miền Tân bắc.